# Gare de Nantes
Gare de Nantes vasútállomás Franciaországban, Nantes településen.

## Vasútvonalak
Az állomást az alábbi vasútvonalak érintik:
- Tours–Saint-Nazaire-vasútvonal
- Nantes–Saintes-vasútvonal
- Nantes-Orléans-Châteaubriant-vasútvonal

## Kapcsolódó állomások
A vasútállomáshoz az alábbi állomások vannak a legközelebb:
- Gare de Chantenay (Gare de Saint-Nazaire, Tours–Saint-Nazaire-vasútvonal)
- Gare de Haluchère-Batignolles (Gare de Châteaubriant, Nantes-Orléans-Châteaubriant-vasútvonal)
- Gare de Thouaré (Gare de Tours, Tours–Saint-Nazaire-vasútvonal)
- Gare de Saint-Sébastien-Pas-Enchantés (Gare de Clisson, Nantes–Saintes-vasútvonal)
- Gare de Rezé-Pont-Rousseau